# Niklas Tauer
Niklas Tauer (Magonza, 17 febbraio 2001) è un calciatore tedesco, centrocampista dell'Eintracht Braunschweig in prestito dal Magonza.

## Caratteristiche tecniche
È un centrocampista difensivo.

## Carriera

### Club
Cresciuto nel settore giovanile del Magonza, debutta in prima squadra l'11 settembre 2020 in occasione dell'incontro di DFB-Pokal vinto 5-1 contro l'Havelse.

### Nazionale
Ha giocato nelle nazionali giovanili tedesche Under-18, Under-19 ed Under-20.

## Statistiche
Statistiche aggiornate al 23 gennaio 2021.

### Presenze e reti nei club
| Stagione        | Squadra         | Campionato      | Campionato | Campionato | Coppe nazionali | Coppe nazionali | Coppe nazionali | Coppe continentali | Coppe continentali | Coppe continentali | Altre coppe | Altre coppe | Altre coppe | Totale | Totale | Totale |
| Stagione        | Squadra         | Comp            | Pres       | Reti       | Comp            | Pres            | Reti            | Comp               | Pres               | Reti               | Comp        | Pres        | Reti        | Pres   | Reti   |        |
| --------------- | --------------- | --------------- | ---------- | ---------- | --------------- | --------------- | --------------- | ------------------ | ------------------ | ------------------ | ----------- | ----------- | ----------- | ------ | ------ | ------ |
| 2020-2021       | Magonza II      | RL              | 7          | 0          |                 | -               | -               |                    | -                  | -                  |             | -           | -           | 7      | 0      |        |
| 2020-2021       | Magonza         | BL              | 4          | 0          | CG              | 1               | 0               |                    | -                  | -                  |             | -           | -           | 5      | 0      |        |
| Totale carriera | Totale carriera | Totale carriera | 11         | 0          |                 | 1               | 0               |                    | -                  | -                  |             | -           | -           | 12     | 0      |        |